# Murray (Name)
Murray (schottische Ausspracheⓘ) ist ein schottischer Familienname, der auch als Vorname verwendet wird.

## Herkunft und Bedeutung
Der Name ist von der Landschaft Moray abgeleitet, die größer ist als die spätere Grafschaft Morayshire. Die Landschaft wurde vom Clan Murray beherrscht, an dessen Spitze bis zum Ende des 13. Jahrhunderts die piktischen Mormaer von Moray als Kleinkönige standen. Ihre Nachfahren aus einer eingeheirateten flämischen Einwandererfamilie sind seither die Clan Chiefs und führen den Familiennamen Murray. Seit 1676 führen sie den Titel Marquesses (Markgrafen) und seit 1703 den Titel Dukes of Atholl.

## Namensträger

### A
- Al Murray (* 1968), britischer Comedian, Schauspieler, Drehbuchautor und Moderator
- Alan Murray, 5. Earl of Mansfield (1864–1935), britischer Peer und Politiker
- Alan Murray (Komponist) (1890–1952), britischer Komponist
- Alan Murray (Golfspieler) (* 1940), australischer Golfspieler
- Alan Murray (Fußballspieler) (* 1949), britischer Fußballspieler, Trainer und Manager
- Alan Erskine-Murray, 14. Lord Elibank (1923–2017), britischer Peer und Politiker (Conservative Party)
- Alan Robert Murray (1954/55–2021), Tontechniker
- Albert Murray (Golfspieler) (Albert Henry Murray; 1887–1974), britisch-kanadischer Golfspieler
- Albert Murray, Baron Murray of Gravesend (1930–1980), britischer Manager
- Albert Murray (Schriftsteller) (1916–2013), US-amerikanischer Schriftsteller
- Albert Murray (* 1942), englischer Fußballspieler, siehe Bert Murray
- Albert Edward Murray (* 1935), US-amerikanischer Botaniker
- Alexander Murray, 4. Lord Elibank (1677–1736), schottischer Adliger und Politiker
- Alexander Murray, 3. Baronet († 1743), schottischer Politiker
- Alexander Murray of Broughton († 1751), schottischer Politiker
- Alexander Murray, Lord Henderland (1736–1795), schottischer Politiker und Richter
- Alexander Murray, 7. Lord Elibank (1747–1820), schottischer Adliger und Politiker
- Alexander Murray (Offizier) (1755–1821), US-amerikanischer Marineoffizier
- Alexander Murray (Linguist) (1775–1813), schottischer Linguist und Hochschullehrer
- Alexander Murray, 8. Lord Elibank (1780–1830), schottischer Adliger und Politiker
- Alexander Murray (Politiker, 1789) (1789–1845), schottischer Politiker
- Alexander Murray (Politiker, 1803) (1803–1880), australischer Politiker und Industrieller
- Alexander Murray, 6. Earl of Dunmore (1804–1845), schottischer Adliger
- Alexander Murray (Geologe) (1810–1884), schottischer Geologe
- Alexander Murray (Konteradmiral) (1816–1884), US-amerikanischer Konteradmiral
- Alexander Murray (Politiker, 1839) (1839–1913), kanadischer Politiker
- Alexander Murray, 1. Baron Murray of Elibank (1870–1920), schottischer Adliger und Politiker
- Alexander Murray, 8. Earl of Dunmore (1872–1962), schottischer Offizier und Politiker
- Alexander Murray (Musiker) (* 1929), britischer Flötist und Musikpädagoge
- Alexander Murray (Mediziner) (1798–1838), schottischer, britischer Arzt und Autor
- Alexander Murray (Autor), britischer Autor des 20. Jahrhunderts
- Alexander Borthwick Murray (1816–1903), australisch-schottischer Schafzüchter und Politiker
- Alexander Clark Murray (1900–1983), kanadischer Politiker
- Alexander Oliphant-Murray, 9. Lord Elibank (1804–1871), schottischer Politiker und Richter
- Alexander Stuart Murray (1841–1904), schottischer Archäologe
- Amanda Murray (* 1983), deutsche Rapperin
- Ambrose S. Murray (1807–1885), US-amerikanischer Politiker
- Andrew Murray (Militär, † 1338) (1298–1338), schottischer Adliger und Militärführer
- Andrew Murray (Biologe) (1812–1878), schottischer Botaniker und Zoologe
- Andrew Murray (Bischof) († 1242), schottischer Geistlicher
- Andrew Murray (Militär, † 1297), schottischer Adliger und Militär
- Andrew Murray (Schriftsteller) (1828–1917), schottischer Pfarrer
- Andrew Murray, 1. Viscount Dunedin (1849–1942), schottisch-britischer Jurist und Politiker
- Andrew Murray (Golfspieler) (* 1956), englischer Golfspieler
- Andrew Murray (Eishockeyspieler) (* 1981), kanadischer Eishockeyspieler
- Andrew James Marshall Murray (* 1947), australischer Politiker (Australian Democrats)
- Andy Murray (* 1987), britischer Tennisspieler
- Andy Murray (Eishockeytrainer) (* 1951), kanadischer Eishockeytrainer und -spieler
- Ann Murray (* 1949), irische Sängerin (Mezzosopran)
- Anna Murray-Douglass (1813–1882), US-amerikanische Abolitionistin
- Anne Murray (* 1945), kanadische Country-Sängerin
- Archibald Murray (1860–1945), britischer General
- Ashleigh Murray (* 1988), US-amerikanische Sängerin und Schauspielerin
- Augusta Murray (1768–1830), britische Ehefrau von Augustus Frederick, Duke of Sussex
- Augustus Taber Murray (1866–1940), US-amerikanischer Klassischer Philologe

### B
- Barbara Murray (1929–2014), britische Schauspielerin
- Bert Murray (* 1942), englischer Fußballspieler
- Bill Murray (* 1950), US-amerikanischer Schauspieler
- Billy Murray (1877–1954), US-amerikanischer Sänger
- Billy Murray (Schauspieler) (* 1941), britischer Schauspieler
- Bob Murray (Fußballspieler, 1915) (Robert David Murray; 1915–1998), schottischer Fußballspieler
- Bob Murray (Fußballspieler, 1932) (Robert Law Murray; 1932–2017), schottischer Fußballspieler
- Bob Murray (Eishockeyspieler, 1948) (Robert John Murray; * 1948), kanadischer Eishockeyspieler
- Bob Murray (Eishockeyspieler, 1954) (Robert Frederick Murray; * 1954), kanadischer Eishockeyspieler und -manager

- Brian Murray (Schauspieler) (1937–2018), südafrikanischer Schauspieler
- Brian Murray (Politiker) (1921–1991), australischer Konteradmiral und Gouverneur von Victoria
- Brian Murray (Jurist), irischer Richter
- Brian Doyle-Murray (* 1945), US-amerikanischer Schauspieler
- Brady Murray (* 1984), US-amerikanischer Eishockeyspieler
- Brendan Murray (* 1996), irischer Sänger
- Brendan Sean Murray, südafrikanischer Schauspieler und Synchronsprecher
- Bruce Murray (* 1960), Duke of Atholl und Chief von Clan Murray
- Bruce Murray (* 1966), US-amerikanischer Fußballspieler
- Bruce C. Murray (1931–2013), US-amerikanischer Geologe und Planetologe
- Bryan Murray (Schauspieler) (* 1949), irischer Schauspieler
- Bryan Murray (Eishockeytrainer) (1942–2017), kanadischer Eishockeytrainer und -manager

### C
- Cameron Murray (* 1975), schottischer Rugbyspieler
- Cara Murray (* 2000), nordirische Cricketspielerin
- Carol van Driel-Murray (C. van Driel-Murray, Carol Murray; * 1950), britische Provinzialrömische Archäologin
- Chad Michael Murray (* 1981), US-amerikanischer Schauspieler
- Charles Murray, 7. Earl of Dunmore (1841–1907), schottischer Adliger
- Charles Murray, Lord Murray (1866–1936), britischer Richter und Politiker
- Charles Murray (Schauspieler) (1872–1941), US-amerikanischer Schauspieler
- Charles Murray (Politikwissenschaftler) (* 1943), US-amerikanischer Politikwissenschaftler
- Charles Murray (Boxer) (* 1968), US-amerikanischer Boxer
- Charles Murray (Radsportler) (* 1996), neuseeländischer Mountainbiker
- Charles Augustus Murray (1806–1895), englischer Schriftsteller und Diplomat
- Cherisse Murray (* 1993), trinidadisch-tobagische Kugelstoßerin und Diskuswerferin
- Chris Murray (Musicaldarsteller) (Christopher Andrew Murray; * 1963), US-amerikanischer Musicaldarsteller
- Chris Murray (Musiker) (* 1966), kanadischer Singer-Songwriter und Gitarrist
- Chris Murray (Drehbuchautor), britischer Drehbuchautor und Produzent (Kommissar Van der Valk)
- Chris Murray (Eishockeyspieler, 1974) (* 1974), kanadischer Eishockeyspieler und -trainer
- Chris Murray (Eishockeyspieler, 1984) (* 1984), US-amerikanischer Eishockeyspieler
- Chris Murray (Fußballspieler) (Christopher Murray; * 1985), US-amerikanischer Fußballspieler
- Christie Harrison-Murray (* 1990), schottische Fußballspielerin
- Christopher Murray (Schauspieler) (* 1957), US-amerikanischer Schauspieler
- Christopher Murray (Schwimmer) (* 1978), bahamaischer Schwimmer
- Christopher B. Murray, US-amerikanischer Chemiker
- Christopher J. L. Murray (* 1962), US-amerikanischer Mediziner und Hochschullehrer
- Conor Murray (* 1989), irischer Rugby-Union-Spieler
- Conrad Murray (* 1953), US-amerikanischer Arzt
- Craig Murray (Diplomat) (* 1958), britischer Diplomat
- Craig Murray (Fußballspieler) (* 1994), schottischer Fußballspieler

### D
- Dana Murray, Filmproduzentin
- Dane Murray (* 2003), schottischer Fußballspieler
- Daniel Murray (1768–1852), irischer Geistlicher, Erzbischof von Dublin
- Dave Murray (Skirennläufer) (1953–1990), kanadischer Skirennläufer
- Dave Murray (Musiker) (* 1956), britischer Rockmusiker
- David Murray (Bischof) († 1326), schottischer Geistlicher
- David Murray (Dichter) (1567–1629), schottischer Dichter
- David Murray, 5. Viscount of Stormont (1665–1731), schottischer Peer
- David Murray (Pädagoge) (1830–1905), Amerikanischer Pädagoge
- David Murray (Unternehmer) (1842–1928), schottischer Unternehmer
- David Murray (Maler) (1849–1933), britischer Maler
- David Murray (Rennfahrer) (1909–1973), schottischer Formel-1-Rennfahrer
- David Murray (Cricketspieler) (1950–2022), barbadischer Cricketspieler
- David Murray (Jazzmusiker) (* 1955), US-amerikanischer Jazzmusiker
- David Christie Murray (1847–1907), britischer Journalist und Schriftsteller
- David E. Murray (* 1951), schottischer Unternehmer
- Dee Murray (1946–1992), britischer Bassist
- Dejounte Murray (* 1996), US-amerikanischer Basketballspieler
- DeMarco Murray (* 1988), US-amerikanischer American-Football-Spieler
- Devon Murray (* 1988), irischer Schauspieler
- Diedre Murray (* 1951), US-amerikanische Cellistin und Komponistin
- Don Murray (Musiker) (1904–1929), US-amerikanischer Musiker
- Don Murray (1929–2024), US-amerikanischer Schauspieler und Filmemacher
- Don Murray (Fußballspieler) (* 1946), schottischer Fußballspieler
- Donal Brendan Murray (1940–2024), irischer Geistlicher, Bischof von Limerick
- Donal Joseph Murray (1918–1999), irischer Geistlicher, Bischof von Makurdi
- Donald Murray (Politiker) (1862–1923), schottischer Politiker
- Donald Murray (Erfinder) (1885–1945), neuseeländischer Elektroingenieur und Erfinder
- Donald Murray (Schriftsteller) (1923–2006), US-amerikanischer Schriftsteller und Journalist
- Donald Murray (Richter) (1923–2018), nordirischer Richter
- Donald Murray, Pseudonym von Piero Vivarelli (1927–2010), italienischer Filmregisseur und Drehbuchautor
- Donald Murray (Musiker), US-amerikanischer Jazzmusiker und Gospelsänger
- Donald McGregor Murray (Don Murray; * 1929), australischer Badmintonspieler
- Donald Gordon Murray (1943–2021), kanadischer Fotograf
- Doug Murray (Douglas Murray; 1967–2013), deutsch-kanadischer Eishockeyspieler
- Douglas Murray (Tontechniker), US-amerikanischer Tontechniker
- Douglas Murray (Autor) (* 1979), britischer Autor und Publizist
- Douglas Murray (Eishockeyspieler) (* 1980), schwedischer Eishockeyspieler
- Drew Murray (* 2005), US-amerikanischer Fußballspieler

### E
- Earl Bernard Murray (1926–2002), US-amerikanischer Trompeter und Dirigent
- Ed Murray (Baseballspieler) (Edward Francis Murray; 1895–1970), US-amerikanischer Baseballspieler
- Ed Murray (Politiker, 1928) (1928–2009), US-amerikanischer Politiker (Tennessee)
- Ed Murray (Politiker, 1955) (Edward B. Murray ; * 1955), US-amerikanischer Politiker, Bürgermeister von Seattle
- Ed Murray (Politiker, 1958) (* 1958), US-amerikanischer Politiker (Wyoming)
- Ed Murray (Politiker, 1960) (Edwin Rene Murray; * 1960), US-amerikanischer Jurist und Politiker (Louisiana)
- Eddie Murray (* 1956), US-amerikanischer Baseballspieler
- Eddie Murray (Footballspieler) (* 1956), kanadischer American-Football-Spieler
- Elaine Murray (* 1954), schottische Politikerin
- Eli Houston Murray (1843–1896), US-amerikanischer Politiker
- Elizabeth Murray (Künstlerin) (1940–2007), US-amerikanische Künstlerin
- Elizabeth Murray (Politikerin), kanadische Politikerin und Theatermanagerin
- Elizabeth Murray (Nachrichtendienstmitarbeiterin) (* 1959/1960), US-amerikanische Nachrichtendienstmitarbeiterin
- Elizabeth Murray (Medizinerin) (* 1962), britische Medizinerin und Hochschullehrerin
- Elizabeth Murray (Motivationstrainerin) (* 1980), US-amerikanische Motivationstrainerin und Autorin
- Eric Murray (* 1982), neuseeländischer Ruderer
- Erna Murray (1897–nach 1925), deutsche Schwimmerin
- Euan Murray (Rugbyspieler) (* 1980), schottischer Rugby-Union-Spieler
- Euan Murray (Fußballspieler) (* 1994), schottischer Fußballspieler
- Eunice Murray (1878–1960), britische Suffragette, Politikerin und Autorin
- Eustace Clare Grenville Murray (1824–1881), englischer Journalist
- Everitt George Dunne Murray (1890–1964), kanadischer Mikrobiologe

### F
- Feg Murray (1894–1973), US-amerikanischer Leichtathlet
- Fergus Murray (* 1942), britischer Langstreckenläufer
- Flora Murray (1869–1923), schottische Ärztin und Frauenrechtlerin
- Frances Murray (1843–1919), US-amerikanisch-britische Suffragette und Schriftstellerin
- Francis J. Murray (1911–1996), US-amerikanischer Mathematiker
- Fraser Murray (* 1999), schottischer Fußballspieler
- Freya Murray (* 1983), britische Langstreckenläuferin

### G
- G. L. Murray (um 1880–nach 1910), englische Badmintonspielerin
- Garth Murray (* 1982), kanadischer Eishockeyspieler
- Gary Murray (* 1959), schottischer Fußballspieler
- George Murray (1694–1760), schottischer Jakobitengeneral
- George Murray (1741–1797), britischer Vizeadmiral
- George Murray (1759–1819), britischer Vizeadmiral
- George Murray (General) (1772–1846), britischer General und Politiker
- George Murray (Bischof) (1784–1860), Bischof von Rochester
- George Murray (Fußballspieler) (* 1942), schottischer Fußballspieler
- George Murray (Musiker), US-amerikanischer Bassgitarrist
- George Murray (Dichter) (* 1971), kanadischer Dichter
- George Henry Murray (1861–1929), kanadischer Politiker
- George R. Beasley-Murray (1916–2000), baptistischer Neutestamentler und Hochschullehrer
- George Robert Milne Murray (1858–1911), schottischer Botaniker
- George W. Murray (1853–1926), US-amerikanischer Politiker
- Gerald Murray (1885–1951), kanadischer Ordensgeistlicher, Koadjutorerzbischof von Winnipeg
- Gilbert Murray (1866–1957), britischer Altphilologe
- Gilbert Elliot-Murray-Kynynmound, 1. Earl of Minto (1751–1814), britischer Politiker und Diplomat
- Gilbert Elliot-Murray-Kynynmound, 2. Earl of Minto (1782–1859)
- Gilbert Elliot-Murray-Kynynmound, 4. Earl of Minto (1845–1914), britischer Offizier und Staatsmann
- Gilbert Elliot-Murray-Kynynmound, 6. Earl of Minto (1928–2005)
- Glen Murray (Politiker) (* 1957), kanadischer Politiker
- Glen Murray (Eishockeyspieler) (* 1972), kanadischer Eishockeyspieler und -funktionär
- Glenn Murray (* 1983), englischer Fußballspieler
- Glynis Murray, britische Filmproduzentin
- Godfrey Murray (* 1950), jamaikanischer Hürdenläufer
- Gordon Murray (Puppenspieler) (1921–2016), britischer Puppenspieler und Puppenfilmproduzent
- Gordon Murray (Musiker) (1948–2017), kanadischer Musiker
- Gordon Murray (* 1946), südafrikanischer Ingenieur und Rennwagenkonstrukteur
- Gordon D. W. Murray (1894–1976), kanadischer Chirurg
- Grayson Murray (1993–2024), US-amerikanischer Golfer

### H
- Hannah Murray (* 1989), britische Schauspielerin
- Harold Murray („Atu“ Harold Murray) (* um 1942), US-amerikanischer Jazzmusiker und Bildhauer
- Harold James Ruthven Murray (1868–1955), britischer Schachhistoriker
- Henry Murray (Leichtathlet) (1886–1943), neuseeländischer Leichtathlet
- Henry Murray (Psychologe) (1893–1988), US-amerikanischer Psychologe
- Herman Murray (1909–1998), kanadischer Eishockeyspieler
- Horatius Murray (1903–1989), britischer General

### I
- Iain Murray, 10th Duke of Atholl (1931–1996), bekannt als Wee Iain, schottischer Adliger und Landbesitzer
- Iain Murray (Segler) (* 1958), australischer Segler
- Iain H. Murray (* 1931), schottischer reformierter Theologe, Pastor und Autor
- Ian Murray (Bischof) (1932–2016), schottischer Geistlicher, Bischof von Argyll and the Isles
- Ian Murray (Politiker, 1951) (* 1951), kanadischer Politiker
- Ian Murray (Politiker, 1976) (* 1976), schottischer Politiker
- Ian Murray (Fußballspieler) (* 1981), schottischer Fußballspieler
- Innes Murray (* 1998), schottischer Fußballspieler
- Iris Murray (1978–2022), österreichische Springreiterin

### J
- Jack Murray (1900–1961), US-amerikanischer Filmeditor
- Jaime Murray (* 1976), britische Schauspielerin
- Jamal Murray (* 1997), kanadischer Basketballspieler
- James Murray (Architekt) († 1634), schottischer Baumeister
- James Murray, Lord Philiphaugh (1655–1708), schottischer Politiker und Richter
- James Murray of Dowally (1663–1719), schottischer Politiker
- James Murray, 2. Duke of Atholl (1690–1764), britischer Politiker
- James Murray (Politiker, 1690) (1690–1770), britischer Politiker
- James Murray (Politiker, 1721) (1721–1794), britischer Offizier und Politiker
- James Murray (Politiker, 1727) (1727–1799), britischer Politiker und Kaufmann
- James Murray, 1. Baron Glenlyon (1782–1837), britischer Offizier und Politiker
- James Murray (Mediziner) (1788–1871), irischer Mediziner
- James Murray (Politiker, 1830) (1830–1881), US-amerikanischer Politiker
- James Murray (Lexikograf) (James Augustus Henry Murray; 1837–1915), britischer Lexikograf und Philologe
- James Murray (Politiker, 1843) (1843–1900), kanadischer Politiker
- James Murray (Politiker, 1850) (1850–1932), britischer Politiker
- James Murray (General) (1853–1919), britischer General
- James Murray (Biologe) (1865–1914), britischer Biologe und Forschungsreisender
- James Murray (Schauspieler, 1901) (1901–1936), US-amerikanischer Schauspieler
- James Murray (Boxer) (1969–1995), schottischer Boxer
- James Murray (Filmemacher), Drehbuchautor, Regisseur, Produzent und Schauspieler
- James Murray (Jurist) (um 1830–1881), US-amerikanischer Jurist und Politiker
- James Murray (Schauspieler, 1975) (* 1975), britischer Schauspieler
- James Murray (* 1986), britischer Tennisspieler, siehe Jamie Murray
- James Murray-Boyles (* 1997), amerikanischer Basketballspieler
- James Murray-Pulteney, 7. Baronet (1755–1811), britischer Adliger und Politiker
- James Stewart-Murray, 9. Duke of Atholl (1879–1957), britischer Adliger und Großgrundbesitzer
- James A. Murray (vor 1880–nach 1890), Naturforscher
- James Albert Murray (1932–2020), US-amerikanischer Geistlicher, Bischof von Kalamazoo
- James Alexander Murray (1864–1960), kanadischer Politiker
- James Arthur Murray (1880–1933), schottischer Fußballspieler
- James C. Murray (1917–1999), US-amerikanischer Politiker
- James D. Murray (* 1931), britischer Mathematiker
- James Dixon Murray (1887–1965), britischer Politiker
- James Donald Murray (* 1946), US-amerikanischer Rennrodler
- James Edward Murray (1876–1961), US-amerikanischer Politiker
- James Fitzgerald Murray (1805–1856), australischer Politiker
- James M. Murray (1889–1946), US-amerikanischer Politiker
- James O’Hara Murray (1870–1943), britischer Maschinenbauingenieur und Tennisspieler
- James Robert Murray (1935–2008), englischer Fußballspieler
- Jamie Murray (* 1986), schottischer Tennisspieler
- Jan Murray (1916–2006), US-amerikanischer Komiker
- Jenn Murray (* 1986), nordirische Schauspielerin
- Jessie Margaret Murray (1867–1920), britische Psychoanalytikerin und Mitgründerin und Direktorin der Medico-Psychological Clinic in London
- Jillian Murray (* 1984), US-amerikanische Schauspielerin
- Jim Murray (Journalist, 1919) (1919–1998), US-amerikanischer Sportjournalist
- Jim Murray (Journalist, 1957) (* 1957), britischer Journalist, Experte und Kritiker für Whisky sowie Fachbuchautor
- Jimmy Murray (Fußballspieler, 1880) (1880–1933), schottischer Fußballspieler
- Jimmy Murray (Fußballspieler, 1884) (1884–??), irischer Fußballspieler
- Jimmy Murray (Footballspieler) (1917–2007), irischer Gaelic-Football-Spieler
- Jimmy Murray (Fußballspieler, 1933) (1933–2015), schottischer Fußballspieler
- Jimmy Murray (Fußballspieler, 1935) (1935–2008), englischer Fußballspieler
- Joanna Murray-Smith (* 1962), australische Schriftstellerin
- Joe Murray (* 1961), US-amerikanischer Animator
- Joel Murray (* 1963), US-amerikanischer Schauspieler
- Joelle Murray (* 1986), schottische Fußballspielerin
- Johan Andreas Murray (1740–1791), schwedischer Botaniker und Mediziner
- John Murray (Diplomat) (1714?–1775), britischer Diplomat
- John Murray of Broughton (1718–1777), Vertrauter Charles Edward Stuarts
- John Murray, 4. Earl of Dunmore (1730–1809), britischer Kolonialgouverneur
- John Murray (Theologe, 1741) (1741–1815), britisch-amerikanischer Theologe
- John Murray (Verleger, 1745) (1745–1793), britischer Verleger
- John Murray, 8. Baronet (geboren um 1768, gestorben 1827), schottischer Armeeoffizier
- John Murray (Politiker) (1768–1834), US-amerikanischer Politiker (Pennsylvania)
- John Murray (Forschungsreisender) (1775–1807), britischer Kapitänleutnant und Australien-Erforscher
- John Murray (Verleger, 1778) (1778–1843), britischer Verleger
- John Murray (Verleger, 1808) (1808–1892), britischer Verleger
- John Murray (Ozeanograf) (1841–1914), britischer Ozeanograph
- John Murray (Fußballspieler, 1865) (1865–1922), schottischer Fußballspieler
- John Murray (Fußballspieler, 1874) (1874–1933), schottischer Fußballspieler
- John Murray (Theologe, 1898) (1898–1975), schottisch-amerikanischer Theologe
- John Murray (Dramatiker) (1906–1984), US-amerikanischer Dramatiker
- John Murray (Fußballspieler, 1915) (1915–1998), schottischer Fußballspieler
- John Murray (Eishockeyspieler, 1924) (1924–2017), britischer Eishockeyspieler
- John Murray (Fußballspieler, 1927) (* 1927), englischer Fußballspieler
- John Murray, 11. Duke of Atholl (1929–2012), südafrikanisch-britischer Adliger und Politiker
- John Murray (Cricketspieler, 1935) (1935–2018), englischer Cricketspieler
- John Murray (Fußballspieler, 1945) (1945–1997), schottischer Fußballspieler
- John Murray (Fußballspieler, 1948) (* 1948), englischer Fußballspieler
- John Murray (Fußballspieler, 1949) (* 1949), schottischer Fußballspieler
- John Murray (Schauspieler) (* 1959), US-amerikanischer Schauspieler
- John Murray (Filmemacher) (* 1964), irischer Regisseur, Journalist und Fotograf
- John Murray (Boxer) (* 1984), englischer Boxer
- John Murray (Eishockeyspieler, 1987) (* 1987), US-amerikanisch-polnischer Eishockeytorwart
- John B. Murray, britischer Astronom
- John F. Murray (1927–2020), US-amerikanischer Arzt
- John Franklin Murray (* 1960), schwedisch-amerikanischer Fußball- und Eishockeyspieler, siehe Johny Murray
- John Gregory Murray (1877–1956), US-amerikanischer Geistlicher, Erzbischof von Saint Paul
- John L. Murray (Politiker) (1806–1842), US-amerikanischer Politiker
- John L. Murray (Jurist) (1943–2023), irischer Jurist
- John M. Murray (* um 1960), pensionierter US-amerikanischer Vier-Sterne-General
- John Porry Murray (1830–1895), US-amerikanischer Jurist und Politiker
- John William Murray (1862–??), US-amerikanischer Unternehmer
- John Stewart-Murray, 7. Duke of Atholl (1840–1917), britischer Peer, Militär und Politiker
- John Stewart-Murray, 8. Duke of Atholl (1871–1942), britischer Militär und Politiker
- Johnston Murray (1902–1974), US-amerikanischer Politiker
- Jonathan Murray (Fernsehproduzent) (* 1955), US-amerikanischer Fernsehproduzent
- Jordan Murray (Fußballspieler) (* 1995), australischer Fußballspieler
- Jordan Murray (Eishockeyspieler) (* 1992), kanadischer Eishockeyspieler
- Jordan Murray (Footballspieler) (* 2000), US-amerikanischer American-Football-Spieler
- Joseph Murray (Boxer) (* 1987), englischer Boxer
- Joseph Edward Murray (1919–2012), US-amerikanischer Chirurg
- Joseph Thomas Murray (1834–1907), US-amerikanischer Fabrikant und Erfinder
- Judith Sargent Murray (1751–1820), US-amerikanische Autorin und Frauenrechtlerin
- Judy Murray (* 1959), britische Tennisspielerin und -trainerin
- Julia Murray (* 1988), kanadische Freestyle-Skierin

### K
- Katharine Stewart-Murray, Duchess of Atholl (1874–1960), britische Politikerin
- Kathryn Murray (1906–1999), US-amerikanische Tänzerin
- Keegan Murray (* 2000), US-amerikanischer Basketballspieler
- Keith Murray (* 1974), US-amerikanischer Rapper
- Keith Murray, Baron Murray of Newhaven (1903–1993), britischer Agrarwissenschaftler und Hochschullehrer
- Ken Murray (1903–1988), US-amerikanischer Entertainer und Schauspieler
- Kenneth Murray (1930–2013), britischer Molekularbiologe
- Kenneth Murray (Footballspieler) (* 1998), US-amerikanischer American-Football-Spieler
- Kimberley Murray (* 1988), britische Skeletonpilotin
- Kyle Murray (* 1989), kanadischer Skeletonpilot
- Kyler Murray (* 1997), US-amerikanischer American-Football-Spieler

### L
- Latavius Murray (* 1990), US-amerikanischer American-Football-Spieler
- Lauren Murray (* 1990), britische Sängerin
- Len Murray (1922–2004), britischer Politiker und Gewerkschafter
- Leonard H. Murray (1913–2001), amerikanischer Eisenbahnmanager
- Les Murray (1938–2019), australischer Dichter und Literaturkritiker
- Lindley Murray (Grammatiker) (1745–1826), US-amerikanisch-englischer Geschäftsmann und Grammatiker
- Lindley Murray (Tennisspieler) (1892–1970), US-amerikanischer Tennisspieler
- Lowell Murray (* 1936), kanadischer Politiker, Senator, Bundesminister
- Lyn Murray (1909–1989), US-amerikanischer Komponist, Arrangeur und Dirigent

### M
- Mae Murray (1885–1965), US-amerikanische Schauspielerin und Tänzerin
- Magnus Miller Murray (1787–1838), US-amerikanischer Politiker
- Margaret Alice Murray (1863–1963), britische Anthropologin und Ägyptologin
- Marie-Pier Murray-Méthot (* 1986), kanadische Volleyballspielerin
- Martin Murray (* 1982), britischer Boxer
- Marty Murray (Regisseur) (* 1972), US-amerikanischer Regisseur, Filmproduzent und Stuntman
- Marty Murray (Eishockeyspieler) (* 1975), kanadischer Eishockeyspieler und -trainer
- Marty Joe Murray (* 1990), US-amerikanischer Politiker
- Matt Murray (Fußballspieler, 1929) (1929–2016), schottischer Fußballspieler
- Matt Murray (Journalist) (* 1966), US-amerikanischer Journalist
- Matt Murray (Baseballspieler) (* 1970), US-amerikanischer Baseballspieler
- Matt Murray (Fußballspieler, 1981) (* 1981), englischer Fußballspieler
- Matt Murray (Eishockeyspieler, 1994) (* 1994), kanadischer Eishockeytorwart
- Matt Murray (Eishockeyspieler, 1998) (* 1998), kanadischer Eishockeytorwart
- Matthew Murray (Ingenieur) (1765–1826), englischer Eisenbahningenieur und Unternehmer
- Matthew Murray (* 1994), kanadischer Eishockeytorwart, siehe Matt Murray (Eishockeyspieler, 1994)
- Matthew Murray (* 1998), kanadischer Eishockeytorwart, siehe Matt Murray (Eishockeyspieler, 1998)
- Maura Murray (* 1982), US-amerikanische Studentin, siehe Vermisstenfall Maura Murray
- Max Murray (1901–1956), australischer Schriftsteller
- Maxwell Murray (1885–1948), US-amerikanischer Generalmajor
- Michael Mäde-Murray, siehe Michael Mäde (1962–2023), deutscher Dramaturg und Schriftsteller
- Mitch Murray (* 1940), britischer Musikproduzent
- Mungo Murray, 6. Earl of Mansfield (1900–1971), britischer Peer und Politiker

### N
- Nadira Murray (* 1981), usbekische Filmemacherin und Filmproduzentin
- Nathan Zsombor-Murray (* 2003), kanadischer Wasserspringer
- Neil Murray (* 1950), britischer Rockmusiker
- Nicholas Murray (* 1985), jamaikanischer Reggae-Sänger, siehe Conkarah
- Nicholas Murray Butler (1862–1947), US-amerikanischer Philosoph und Publizist
- Nigel Murray (* 1964), britischer Boccia-Spieler
- Noreen Murray (1935–2011), britische Biologin

### O
- Oswyn Murray (* 1937), britischer Althistoriker

### P
- Patrick Murray (Redemptorist) (1865–1959), irischer Redemptorist
- Patrick Murray (Sportschütze) (1945–2021), australischer Sportschütze
- Patrick Murray (Philosoph) (* 1948), US-amerikanischer Philosoph und Hochschullehrer
- Patrick Murray (Schauspieler) (* 1956), britischer Schauspieler
- Patrick Murray, bekannt als Pato Banton (* 1961), britischer Sänger
- Patrick Murray (Footballspieler) (* 1991), US-amerikanischer American-Football-Spieler
- Patty Murray (* 1950), US-amerikanische Politikerin
- Paul Murray (Schriftsteller) (* 1975), irischer Schriftsteller
- Paul Murray (Fußballspieler) (* 1976), englischer Fußballspieler und -trainer
- Paul Murray (Skilangläufer) (* 1977), australischer Skilangläufer
- Pauli Murray (1910–1985), US-amerikanische Bürgerrechtlerin, Juristin und Theologin
- Pauline Murray (* 1958), britische Sängerin, Songschreiberin, Musikerin
- Penelope Murray (* 1948), britische Klassische Philologin
- Peter Murray (Schauspieler) (auch Pete Murray; * 1925), britischer Schauspieler
- Peter Murray (Spieleautor), US-amerikanischer Spieleautor
- Peter F. Murray (* 1942), australischer Paläontologe
- Peter Murray (Biochemiker), australischer Biochemiker
- Peter Murray (Schriftsteller), Schriftsteller
- Peter Murray (Komponist), Komponist
- Peter Murray-Rust (* 1941), britischer Chemiker
- Peter Drummond-Murray (1929–2014), britischer Bankmanager und Heraldiker

### R
- Ralph Murray (1908–1983), britischer Diplomat
- Raymond Murray (1910–1960), US-amerikanischer Eisschnellläufer
- Reid F. Murray (1887–1952), US-amerikanischer Politiker
- Rem Murray (* 1972), kanadischer Eishockeyspieler
- Richard Murray (* 1989), südafrikanischer Duathlet und Triathlet
- Richard Paget Murray (1842–1908), britischer Geistlicher, Botaniker und Schmetterlingskundler
- Rob Murray (Robert Allan Murray; * 1967), kanadischer Eishockeyspieler und -trainer
- Robert Murray of Cameron († 1672), schottischer Politiker, Lord Provost of Edinburgh
- Robert Murray (Händler) (1721–1786), US-amerikanischer Kaufmann, Namensgeber von Murray Hill (Manhattan)
- Robert Murray (Mediziner) (1822–1913), US-amerikanischer Mediziner und General
- Robert Murray (Sportschütze) (1870–1948), britischer Sportschütze
- Robert Murray (Fußballspieler, 1879) (Robert Murray; 1879–??), schottischer Fußballspieler
- Robert Murray (Tennisspieler) (Robert D. Murray; 1914–vor 2003?), kanadischer Tennisspieler
- Robert Murray (Fußballspieler, 1917) (Robert Murray; 1917–1988), schottischer Fußballspieler
- Robert Murray (Künstler) (Robert Gray Murray; * 1936), kanadischer Künstler
- Robert Murray (Eishockeyspieler, 1951) (* 1951), deutsch-kanadischer Eishockeyspieler
- Robert Murray (Fußballspieler, 1974) (* 1974), englischer Fußballspieler
- Robert Murray (Skeletonpilot) (* 1975), US-amerikanischer Skeletonpilot
- Robert G. E. Murray (1919–2022), britisch-kanadischer Mikrobiologe
- Robert Lindley Murray (1892–1970), US-amerikanischer Tennisspieler, siehe Lindley Murray (Tennisspieler)
- Robert Maynard Murray (1841–1913), US-amerikanischer Politiker
- Ronald Murray (Radsportler) (* 1937), australischer Radrennfahrer
- Ronald Murray (Basketballspieler) (* 1979), US-amerikanischer Basketballspieler
- Ronald King Murray, Lord Murray (1922–2016), schottischer Politiker
- Roseana Murray (* 1950), brasilianische Kinderbuchautorin
- Ruby Murray (1935–1996), britische Popsängerin
- Rudolf Murray, Leiter der Gestapo-Dienststelle in Düsseldorf
- Ruth Murray-Clay, US-amerikanische Astrophysikerin und Hochschullehrerin
- Ryan Murray (Dartspieler) (* 1987), schottischer Dartspieler
- Ryan Murray (Eishockeyspieler) (* 1993), kanadischer Eishockeyspieler

### S
- Samantha Murray (Schauspielerin), australische Schauspielerin
- Samantha Murray Sharan (* 1987), britische Tennisspielerin
- Samantha Murray (Moderne Fünfkämpferin) (* 1989), britische Moderne Fünfkämpferin
- Scott Murray (* 1976), schottischer Rugby-Union-Spieler
- Seán Murray (1898–1961), irischer Politiker
- Sean Murray (Komponist) (* 1965), US-amerikanischer Komponist
- Sean Murray (* 1977), US-amerikanisch-australischer Schauspieler
- Sean Murray (Fußballspieler) (* 1993), irischer Fußballspieler
- Sergio Murray (* 1971), Judoka von den Niederländischen Antillen
- Simon Murray (* 1992), schottischer Fußballspieler
- Stephen Murray (Schauspieler) (1912–1983), britischer Schauspieler
- Stephen O. Murray (1950–2019), US-amerikanischer Anthropologe
- Stephen Murray-Smith (1922–1988), australischer Herausgeber und Autor
- Suna Murray (* 1955), US-amerikanische Eiskunstläuferin
- Sunny Murray (1936–2017), US-amerikanischer Schlagzeuger

### T
- T. C. Murray (Thomas Cornelius Murray; 1873–1959), irischer Dramatiker
- Terry Murray (* 1950), kanadischer Eishockeyspieler und -trainer
- Thomas Murray (Maler) (1663–1735), schottischer Maler
- Thomas Murray (Ruderer) (* 1994), neuseeländischer Ruderer
- Thomas Murray junior (1770–1823), US-amerikanischer Politiker
- Thomas Blackwood Murray (1877–1944), schottischer Curler
- Tim Murray (Archäologe) (Timothy Andrew Murray; * 1955), australischer Archäologe
- Tim Murray (Eishockeyfunktionär) (* 1963), kanadischer Eishockeyfunktionär
- Tim Murray (Politiker) (Timothy Patrick Murray; * 1968), US-amerikanischer Politiker
- Tim Murray (Eishockeyspieler) (* 1974), kanadischer Eishockeyspieler
- Tim Murray (Fußballspieler) (Timothy Murray; * 1987), US-amerikanischer Fußballtorhüter
- Tom Murray (Schauspieler) (1874–1935), US-amerikanischer Schauspieler
- Tom Murray (Ruderer) (* 1969), US-amerikanischer Ruderer
- Tom J. Murray (1894–1971), US-amerikanischer Politiker
- Tony Murray (1920–2023), Unternehmer und Milliardär
- Tracy Murray (* 1971), US-amerikanischer Basketballspieler
- Troy Murray (* 1962), kanadischer Eishockeyspieler und -trainer

### V
- Victoria Temple-Murray (* 1994), englische Squashspielerin

### W
- Wallace S. Murray (1887–1965), US-amerikanischer Diplomat
- William Murray, 1. Earl of Mansfield (1705–1793), britischer Jurist
- William Murray (Politiker, 1803) (1803–1875), US-amerikanischer Politiker (New York)
- William Murray (Leichtathlet) (1882–1977), australischer Leichtathlet
- William Murray (Politiker, 1890) (1890–1980), australischer Politiker (New South Wales)
- William Murray, 7. Earl of Mansfield (1930–2015), britischer Peer und Politiker (Conservative Party)
- William Daniel Murray (1908–1994), US-amerikanischer Jurist und Richter
- William Edward Murray (1920–2013), australischer Geistlicher, Bischof von Wollongong
- William Francis Murray (1881–1918), US-amerikanischer Politiker
- William H. Murray (1869–1956), US-amerikanischer Politiker
- William J. Murray (Bill Murray; * 1946), US-amerikanischer Aktivist der evangelikalen Erweckungsbewegung
- William James Murray (* 1950), US-amerikanischer Schauspieler, Regisseur und Produzent, siehe Bill Murray
- William Thomas Murray (1877–1954), US-amerikanischer Sänger, siehe Billy Murray
- William Vans Murray (1760–1803), US-amerikanischer Politiker und Diplomat
- Williamson Murray (1941–2023), US-amerikanischer Militärhistoriker
- Winston Murray (1941–2010), guyanischer Politiker

### Y
- Yvonne Murray (* 1964), britische Leichtathletin

## Vorname
- F. Murray Abraham (* 1939), US-amerikanischer Schauspieler
- Murray Bookchin (1921–2006), US-amerikanischer Sozialist
- Murray Bowen (1913–1990), US-amerikanischer Psychiater und Psychotherapeut
- Murray Campbell (* 1957), kanadischer Computerschachprogrammierer
- Murray Chandler (* 1960), britischer Schachspieler
- Murray Craven (* 1964), kanadischer Eishockeyspieler
- Murray Gell-Mann (1929–2019), US-amerikanischer Physiker
- Murray Grand (1919–2007), US-amerikanischer Pianist und Songwriter
- Murray Halberg (1933–2022), neuseeländischer Leichtathlet
- Murray G. Hall (1947–2023), kanadischer Germanist
- Murray Hamilton (1923–1986), US-amerikanischer Schauspieler
- Murray Head (* 1946), britischer Schauspieler und Sänger
- Murray Heatley (* 1948), kanadischer Eishockeyspieler
- Murray Henderson (1921–2013), kanadischer Eishockeyspieler
- Murray Jarvik (1923–2008), US-amerikanischer Psychopharmakologe
- Murray Leinster (1896–1975), US-amerikanischer Schriftsteller
- Murray Melvin (1932–2023), britischer Schauspieler
- Murray Mencher (1898–1991), US-amerikanischer Songwriter
- Murray Perahia (* 1947), US-amerikanischer Pianist
- Murray Rose (1939–2012), australischer Schwimmer
- Murray Rothbard (1926–1995), US-amerikanischer Ökonom und Philosoph
- Murray Salem (1950–1998), US-amerikanischer Schauspieler und Drehbuchautor
- Murray Schisgal (1926–2020), US-amerikanischer Autor, Drehbuchautor und Dramatiker
- Murray Van Wagoner (1898–1986), US-amerikanischer Politiker
- Murray Waas (* um 1959), US-amerikanischer Journalist
- Murray Wall (1945–2022), australischer Jazzmusiker
- Murray Weidenbaum (1927–2014), US-amerikanischer Ökonom und Politiker
- Murray Westgate (1918–2018), kanadischer Schauspieler